# Feng Zikai

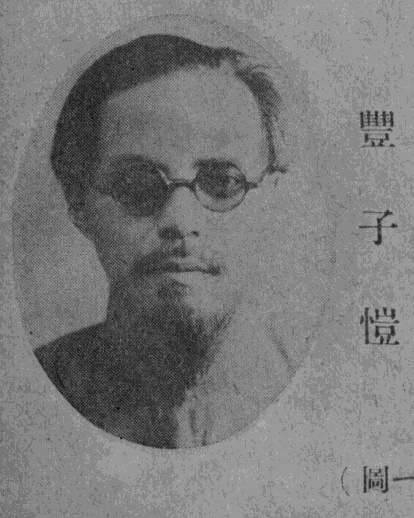
Feng Zikai

Feng Zikai (chinesisch 豐子愷 / 丰子恺, Pinyin Fēng Zǐkǎi; * 9. November 1898 in Tongxiang, Zhejiang; † 15. September 1975, Shanghai) war ein chinesischer Kunstkritiker, Maler und Karikaturist.
Nachdem er die Universität in Hangzhou 1919 beendet hatte, studierte Feng Musik und Kunst in Japan. 1922 kehrte er nach China zurück und arbeitete dort anschließend als Lehrer in Shanghai. Als er später als Herausgeber beim Kaiming-Verlag anfing, wurden seine Werke – Malereien, Essays und Karikaturen – erstmals veröffentlicht. Nachdem 1949 die Volksrepublik China gegründet worden war, bekleidete er in dieser einige politische Posten.
Mit seinen Werken wurde er neben Ye Qianyu und Zhang Leping zu einem der Begründer der modernen chinesischen Karikatur. Als 1925 sein populäres Zikai manhua (子愷漫畫 / 子恺漫画,  Zǐkǎi Mànhuà – „Zikai Comics“) erstmals in der Literaturzeitschrift Wenxuezhoubao (文學週報 / 文学周报,  Wénxué Zhōubào – „Wochenmagazin der Literatur“) erschien, nannte man seine Arbeiten, in Anlehnung an das japanische Wort „Manga“ (jap. 漫画, kana まんが, Comics), „Manhua“ (漫畫 / 漫画,  mànhuà – „Comics“). Dieser Begriff wird in China heute generell für Comics verwendet. Von 1927 bis 1973 schuf er die Bilderserie Husheng Huaji (護生畫集 / 护生画集,  Hùshēng Huàjí).
Nachdem im November 1937 seine Heimatstadt zerstört worden war, begann er, anti-japanische Karikaturen zu zeichnen. Einige erschienen in der Zeitschrift Kangzhan wenyi der All-China Resistance Association of Writers and Artists, der er beigetreten war.
Am 3. Juni 2020 wurde ein Asteroid nach ihm benannt: (79811) Fengzikai.